# Домбаль-сюр-Мёрт
Домба́ль-сюр-Мёрт (фр. Dombasle-sur-Meurthe) — коммуна во французском департаменте Мёрт и Мозель, региона Лотарингия. Относится к кантону Сен-Николя-де-Пор.

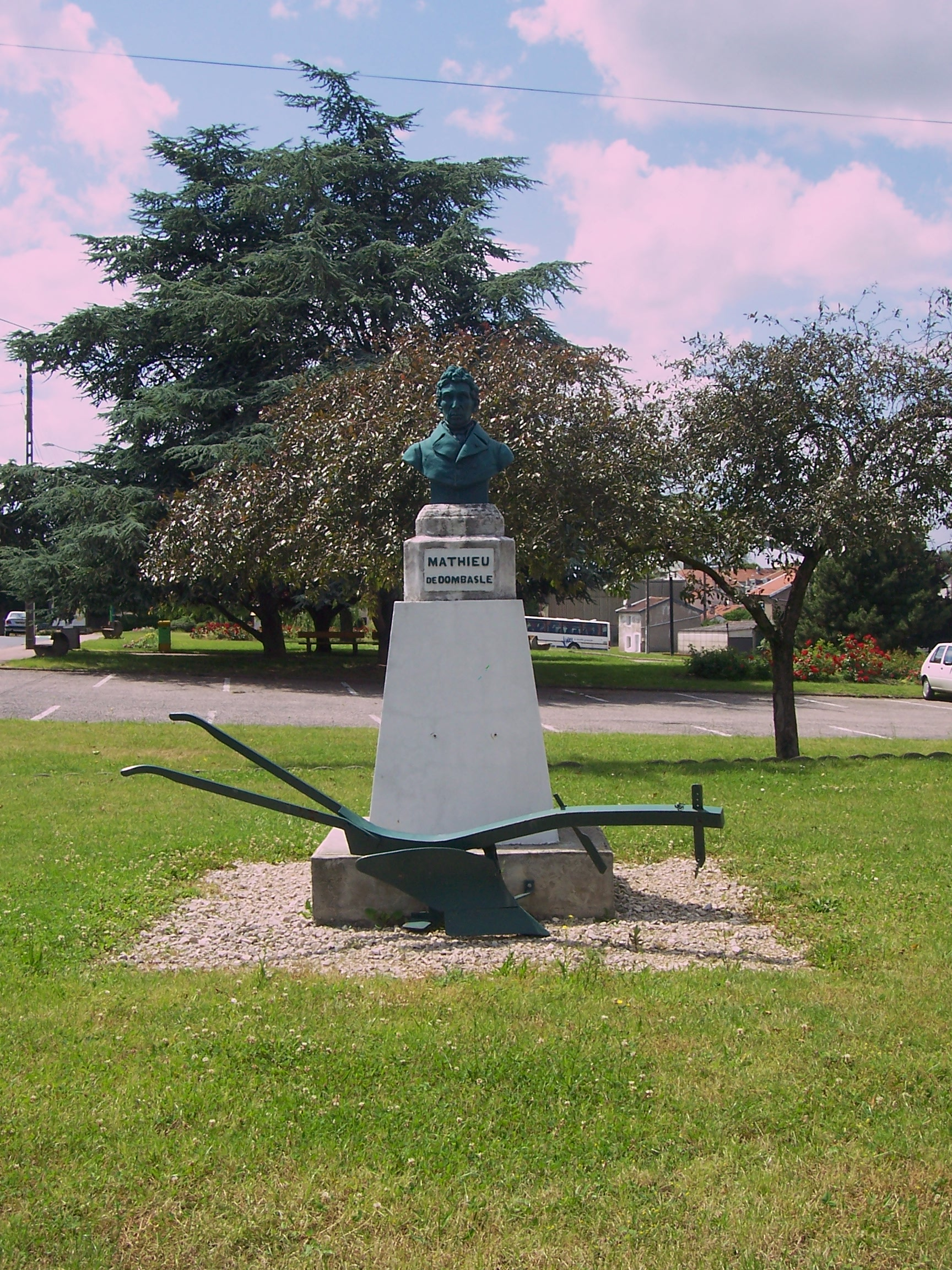
Домбаль-сюр-Мёрт. Памятник французскому агроному Матье Домбалю.

## География
Расположен у слияния рек Мёрт и Санон, в 17 км на юго-восток от Нанси и в 15 км на северо-запад от Люневиля. Соседние населённые пункты: Сен-Николя-де-Пор, Варанжевиль, Соммервилль, Флэнваль, Юдивилль и Розьер-о-Салин.

## Демография
Население коммуны на 2010 год составляло 10 028 человек.
| 1962 | 1968 | 1975   | 1982 | 1990 | 1999 | 2010   |
| ---- | ---- | ------ | ---- | ---- | ---- | ------ |
| 9359 | 9469 | 10 027 | 9474 | 9133 | 8946 | 10 028 |